# Eugene Myers
Pour les articles homonymes, voir Myers.
Eugene Wimberly « Gene » Myers Jr., né le 31 décembre 1953 à Boise (Idaho), est un informaticien américain, connu pour ses travaux en bio-informatique. Il est l'un des créateurs du programme Basic Local Alignment Search Tool (BLAST) de séquençage de l'ADN et il a contribué d'autres algorithmes importants dans le cadre du projet génome humain et d'autres projets de séquençage de génomes importants.

## Biographie
Myers fait des études de mathématiques au California Institute of Technology avec un bachelor et à l'université du Colorado à Boulder, où il obtient un Ph. D. en 1981 sous la direction d'Andrzej Ehrenfeucht (A Depth-First Characterization of k-Connectivity and Its Application to Connectivity Testing). Pendant ses études il travaille aussi aux laboratoires Bell et au National Center for Atmospheric Research à Boulder.
À partir de 1981 et pendant 17 ans, Myers est professeur assistant à l'université de l'Arizona, où il travaille sur des algorithmes de comparaison de séquences d'ADN. De 1999 à 2002, il est vice-président pour la recherche en informatique de Celera Genomics à Rockville (Maryland) qui a été créé l'année précédente, et de 2003 à 2005 il est professeur d'informatique et de biologie moléculaire à l'université de Californie à Berkeley. Il est ensuite directeur d'un groupe de recherche au Janelia Farm Research Campus du Howard Hughes Medical Institute (HHMI) dans le Comté de Loudoun en Virginie.
Myers est depuis 2012 l'un des directeurs de l'Institut Max-Planck de  biologie cellulaire moléculaire et de génétique (MPI-CBG); à partir de 2017 et pour deux ans, Myers devient Managing Director du MPI-CBG. Il dirige également, depuis sa venue à Dresde sur la chaire Klaus-Tschira de l’université en 2012, le centre de biologie des systèmes (CSBD) créé par le MPI-CBG et le Max-Planck-Institut für Physik komplexer Systeme (MPI-PKS) en 2010 en coopération avec la fondation Klaus Tschira et l'université technique de Dresde ,.

## Travaux scientifiques
Myers développe, avec ses coauteurs, vers la fin des années 1980 le programme BLAST pour l'analyse de séquences. Leur article fait partie des travaux les plus cités des années 1990, le programme BLAST continue à être toujours utilisé pour comparer les séquences d'ADN dans les séquences accessibles dans les grandes bases de données.
Chez Celera Genomics Myers a participé au développement d'algorithmes dans le séquençage shotgun de recomposition des 3 milliards de paires base du génome humain à partir de petites parties et ont ainsi permis l'achèvement du projet bien plus tôt que prévu. Des résultats similaires ont aussi été obtenus, dans le cadre de la recherche publique, par son ancien collègue David Haussler de Colorado à l'université de Californie à Santa Cruz, de Eric Lander au MIT et d'autres,.
Myers a également participé au projet de séquençage du génome de la Drosophile dirigé par Gerald Rubin (en), le directeur du Janelia Research Campus, et de celui de la souris. Dans les années 2005–2012 il a travaillé, comme directeur de groupe au Janelia Research Campus à un projet qui permet d'analyse les photos microscopiques de cerveaux de souris et de mouches d'un point de vue neuro-anatomique.
Avec Udi Manber (en), Myers développe la structure de données de tableau des suffixes. Myers est aussi l'auteur de l’algorithme diff de GNU,,,.

## Distinctions et affiliations
- 2001 : Gene Myers est élu le bio-informaticien le plus influent par le Genome Technology Magazine.
- 2001 : Il reçoit le prix Paris-Kanellakis de l'ACM.
- 2003 : Il est reçu à l'Académie nationale d'ingénierie des États-Unis
- 2004 : Il reçoit avec Martin Vingron le prix de recherche Max-Planck.
- 2006 : Il est fait docteur honoris causa de l'École polytechnique fédérale de Zurich.
- 2014 : Il reçoit le Senior Scientist Award de l'International Society for Computational Biology.
- 2019 : Gene Myers est lauréat du prix Milner de la Royal Society.

Depuis 2006, Gene Myers est membre de l'Académie allemande des sciences Leopoldina ; depuis 2016 il est membre de l'Organisation européenne de biologie moléculaire.